# نزلة عمرو
قرية نزلة عمرو هي إحدي القرى التابعة لمركز بني مزار بمحافظة المنيا في جمهورية مصر العربية. حسب إحصاءات سنة 2006، بلغ إجمالي السكان في نزلة عمرو 5360 نسمة، منهم 2716 رجلا و2644 امرأة.

## أعلامها
- أحمد مفتاح العماري،  (19 مارس 1858 - يناير 1911) شاعر وناثر .